# (1117) Reginita
(1117) Reginita és un asteroide descobert el 24 de maig de 1927 per Josep Comas i Solà a Barcelona. La designació provisional que va rebre era 1927 KA. Seguint la moda del moment de donar noms femenins als asteroides, el descobridor el va dedicar a la seva neboda Regina C. de Tiridor.